# Fannin megye (Texas)
Fannin megye az Amerikai Egyesült Államokban, azon belül Texas államban található. Megyeszékhelye és legnagyobb városa Bonham. Lakosainak száma 35 662 fő (2020. április 1.).

## Szomszédos megyék
- Hunt megye (dél)
- Delta megye (délkelet)
- Collin megye (délnyugat)
- Lamar megye (kelet)
- Grayson megye (nyugat)
- Bryan megye (észak)

## Népesség
A megye népességének változása:
| Lakosok száma | 33 904 | 33 913 | 33 755 | 33 659 | 33 693 | 35 662 |
|               | 2010   | 2011   | 2012   | 2013   | 2015   | 2020   |